# Івашко Наталія Василівна
Наталія Василівна Івашко (рос. Наталья Васильевна Ивашко; нар. 17 серпня 1976) — російська борчиня вільного стилю, срібна призерка чемпіонату світу, срібна призерка чемпіонату Європи. Майстер спорту Росії міжнародного класу з вільної боротьби.

## Життєпис
Боротьбою почала займатися з 1993 року.
Виступала за борцівський клуб «Віктор», Красноярськ та Красноярський край. П'ятиразова чемпіонка Росії. Тренери — Віктор Райков, Віктор Алєксєєв.
У збірній команді Росії з 1997 по 2004 рік.
Завершила спортивну кар'єру в 2004 році.
Мешкає в Красноярську. Працює на кафедрі фізвиховання в Сибірському державному аерокосмічному університеті.

## Спортивні результати на міжнародних змаганнях

### Виступи на Чемпіонатах світу
| Змагання                        | Збірна | Вагова категорія          | Місце  |
| ------------------------------- | ------ | ------------------------- | ------ |
| Чемпіонат світу з боротьби 1997 | Росія  | жіноча боротьба, до 56 кг | 4      |
| Чемпіонат світу з боротьби 1998 | Росія  | жіноча боротьба, до 56 кг | 4      |
| Чемпіонат світу з боротьби 1999 | Росія  | жіноча боротьба, до 56 кг | 7      |
| Чемпіонат світу з боротьби 2000 | Росія  | жіноча боротьба, до 56 кг | 10     |
| Чемпіонат світу з боротьби 2003 | Росія  | жіноча боротьба, до 59 кг | Срібло |

### Виступи на Чемпіонатах Європи
| Змагання                         | Збірна | Вагова категорія          | Місце  |
| -------------------------------- | ------ | ------------------------- | ------ |
| Чемпіонат Європи з боротьби 1998 | Росія  | жіноча боротьба, до 56 кг | 4      |
| Чемпіонат Європи з боротьби 2000 | Росія  | жіноча боротьба, до 56 кг | Срібло |

### Виступи на Кубках світу
| Змагання                    | Збірна | Вагова категорія          | Місце |
| --------------------------- | ------ | ------------------------- | ----- |
| Кубок світу з боротьби 2003 | Росія  | жіноча боротьба, до 55 кг | 5     |

### Виступи на інших змаганнях
| Змагання                  | Збірна | Вагова категорія          | Місце |
| ------------------------- | ------ | ------------------------- | ----- |
| Тестовий турнір FILA 2004 | Росія  | жіноча боротьба, до 55 кг | 13    |

### Виступи на змаганнях молодших вікових груп
| Змагання                                      | Збірна | Вагова категорія          | Місце |
| --------------------------------------------- | ------ | ------------------------- | ----- |
| Чемпіонат світу з боротьби серед юніорів 1993 | Росія  | жіноча боротьба, до 56 кг | 5     |